# Rio Sapucaí-Mirim (vattendrag i Brasilien, São Paulo)
Rio Sapucaí-Mirim är ett vattendrag i Brasilien.   Det ligger i delstaten São Paulo, i den sydöstra delen av landet, 600 km söder om huvudstaden Brasília.
Omgivningen kring Rio Sapucaí-Mirim är huvudsakligen savann. Området är  glesbefolkat, med 17 invånare per kvadratkilometer.